# دانيلو كيرينو دي أوليفيرا
دانيلو كرينيو دي أوليفيرا (بالبرتغالية: Danilo Cirino de Oliveira) (11 نوفمبر 1986) هو لاعب كرة قدم برازيلي يلعب كمهاجم. .

## مسيرته

### سيون
في نوفمبر 2011 بدأ بالمشاركة في تدريب مؤقت مع نادي شتوتغارت لكنه سجل مع نادي سيون في يناير 2010. 

### أكتوبه
في 31 مارس 2015 وقع دانيلو عقد مع نادي أكتوبه الذي يلعب في دوري كازخستان الممتاز. في 10 مارس 2016 انتقل إلى نادي لموسم واحد.

### شيانجريه
في 10 مارس 2016 لعب مع نادي شيانجريه في الدوري التايلاندي الممتاز في موسم 2016.

### بودابيست هونفيد
عاد دانيلو كيرينو إلى نادي بودابيست هونفيد الهنغاري في سنة 2017 وهو النادي الذي لعب معه بين 2010 و 2012 وشارك في 44 مباراة سجل فيها 22 هدف.

## وصلات خارجية
- دانيلو كيرينو دي أوليفيرا على موقع الاتحاد الأوربي (الإنجليزية)
- دانيلو كيرينو دي أوليفيرا على موقع اتحاد أوكرانيا (الإنجليزية)
- دانيلو كيرينو دي أوليفيرا على موقع قاعدة بيانات كرة القدم.إي يو (الإنجليزية)
- دانيلو كيرينو دي أوليفيرا على موقع Soccerway.com (الإنجليزية)
- دانيلو كيرينو دي أوليفيرا على موقع عالم كرة القدم.نت (الإنجليزية)
- ملف سجل مشاركة دانيلو كرينيو - الموقع الرسمي للاتحاد الأوروبي لكرة القدم